# Роберто Фернандес
Роберто Фернандес (ісп. Roberto Fernández, нар. 9 липня 1954, Асунсьйон) — парагвайський футболіст, що грав на позиції воротаря.
Виступав, зокрема, за «Серро Портеньйо» та «Інтернасьйонал», а також національну збірну Парагваю. У складі збірної — володар Кубка Америки та учасник чемпіонату світу 1986 року.

## Клубна кар'єра
У дорослому футболі дебютував 1973 року виступами за команду «Рівер Плейт» (Асунсьйон), в якій провів чотири сезони. Своєю грою за цю команду привернув увагу представників тренерського штабу клубу «Еспаньйол», до складу якого приєднався 1976 року. Відіграв за барселонський клуб наступні півтора сезони своєї ігрової кар'єри, взявши участь у 27 іграх Прімери.
Протягом 1978—1985 років захищав кольори клубу «Серро Портеньйо» на батьківщині, після чого уклав контракт з колумбійським клубом «Депортіво Калі», у складі якого провів наступні три роки своєї кар'єри гравця.
З 1987 року знову виступав на батьківщині за «Лібертад» та «Серро Портеньйо», вигравши у складі останнього чемпіонат Парагваю 1990 року.
З 1991 року грав у Бразилії, де спочатку три сезони захищав кольори клубу «Інтернасьйонал», вигравши чемпіонат штату Ріу-Гранді-ду-Сул у 1991 і 1992 роках, а також Кубок Бразилії 1992 року, після чого протягом сезону 1994 року захищав кольори клубу «Палмейрас», у складі якого став чемпіоном Бразилії та чемпіонат штату Сан-Паулу.
Завершив ігрову кар'єру у команді «Серро Портеньйо», у складі якої вже виступав раніше. Повернувся до неї 1995 року, захищав її кольори до припинення виступів на професійному рівні у 1997 року, вигравши за цей час ще один чемпіонат Парагваю у 1996 році. Востаннє у своїй кар'єрі він зіграв у матчі чемпіонату проти «Спортіво Лукеньйо». На той момент йому було 43 роки, що робить його найстарішим професійним воротарем в історії парагвайського футболу.

## Виступи за збірну
10 березня 1976 року дебютував в офіційних матчах у складі національної збірної Парагваю в грі Кубка Атлантики проти Уругваю (2:2) і загалом зіграв на тому турнірі 5 ігор, допомігши парагвайцям посісти 3-тє місце.
У складі національної збірної Парагваю Фернандес поїхав на Кубок Америки 1979 року у різних країнах, здобувши того року титул континентального чемпіона. Роберто на тому турнірі був основним воротарем і зіграв у восьми іграх.
Згодом Фернандес взяв участь і у наступному розіграші Кубка Америки 1983 року як основний воротар, але Парагвай не зміг захистити титул чемпіона, оскільки вилетів у півфіналі, коли після двох нічиїх з Бразилією поступився супернику в жеребкуванні.
З 1985 року Фернандес брав участь у кваліфікації до фіналу чемпіонату світу 1986 року, де провів усі чотири матчі — два проти Колумбії (3:0, 1:2) та два проти Чилі (3:0, 2:2), чим допоміг своїй збірній вперше за 28 років вийти на «мундіаль». На самому чемпіонаті світу 1986 року у Мексиці Роберто теж зіграв у всіх чотирьох іграх — проти Іраку (1:0), Мексики (1:1), Бельгії (2:2) та Англії (0:3), а Парагвай дійшов до 1/8 фіналу. У грі проти мексиканців Роберто відбив пенальті від Уго Санчеса, що дозволило його команді здобути нічию.
Надалі у складі збірної був учасником розіграшу Кубка Америки 1987 року в Аргентині, де Парагвай вибув на груповому етапі, а Фернандес зіграв у обох іграх — проти Болівії (0:0) та Колумбії (0:3), а також розіграшу Кубка Америки 1989 року у Бразилії, де Парагвай посів четверте місце. Роберто зіграв у шести іграх — у трьох матчах групового етапу проти Перу (5:2), Колумбії (1:0) та Венесуели (3:0) та у трьох матчах на фінальному етапі проти Уругваю (0:3), Бразилії (0:3) та Аргентини (0:0).
Фернандес також зіграв у двох відбіркових матчах до чемпіонату світу 1990 року, проти Колумбії (1:2) та Еквадору (1:3) у вересні 1989 року, після чого програв конкуренцію молодій зірці Хосе Луїсу Чилаверту і більше за збірну не грав. Загалом протягом кар'єри у національній команді, яка тривала 14 років, провів у її формі 78 матчів, пропустивши 88 голів.

## Титули і досягнення

### Командні
- Чемпіон Парагваю (2):

«Серро Портеньйо»: 1990, 1996
- Чемпіон Бразилії (1):

«Палмейрас»: 1994
- Чемпіон штату Ріу-Гранді-ду-Сул (1):

«Інтернасьйонал»: 1991, 1992
- Чемпіон штату Сан-Паулу (1):

«Палмейрас»: 1994
- Володар Кубка Бразилії (1):

«Інтернасьйонал»: 1992
- Володар Кубка Америки (1):

Парагвай: 1979

## Особисте життя
Його син, Роберто Хуніор Фернандес, також став футбольним воротарем і виступав за збірну.